# Idrac-Respaillès
 Idrac-Respaillès  là một xã thuộc tỉnh Gers trong vùng Occitanie miền nam nước Pháp.